# 1401
سنة 1401 كانت سنة بسيطة تبدأ يوم السبت (الرابط يظهر نموذج التقويم الكامل للسنة) من التقويم اليولياني.

## مواليد
- ألبرشت الثالث دوق بافاريا
- جون فليتشير (سياسي إنجليزي)
- فرانشيسكو سفورزا الأول
- كاثرين من فالوا
- ماريا من قشتالة
- مازاتشو رسام إيطالي
- ويليام غيفورد سياسي من المملكة المتحدة
- وسيم يوسف

## وفيات
- ابن عرفة.
- ماريا ملكة صقلية.